# Wildhoney
Wildhoney – album szwedzkiej grupy muzycznej Tiamat, wydany został 1 września 1994 nakładem Century Media Records. Płyta dotarła do 29. miejsca niemieckiej listy sprzedaży Media Control Charts. Nagrania zostały zarejestrowane w Woodhouse Studios Dortmundzie w Niemczech w lipcu 1994 roku. Grupa w trakcie nagrań współpracowała z producentem muzycznym Waldemarem Sorychtą, który był także współkompozytorem kilku utworów. W ramach promocji do utworów "Whatever That Hurts" i "Visionaire" zostały zrealizowane teledyski.

## Lista utworów
Opracowano na podstawie materiału źródłowego.
1. "Wildhoney" (muz. Edlund, Hagel, sł. Edlund) – 0:52
2. "Whatever That Hurts" (muz. Edlund, sł. Edlund) – 5:47
3. "The Ar" (muz. Edlund, Hagel, Sorychta, sł. Edlund) – 5:03
4. "25th Floor" (muz. Edlund, Sorychta, sł. Edlund) – 1:49
5. "Gaia (muz. Edlund, Hagel, sł. Edlund) – 6:26
6. "Visionaire" (muz. Edlund, Petersson, sł. Edlund) – 4:19
7. "Kaleidoscope" (muz. Edlund, sł. Edlund) – 1:19
8. "Do You Dream of Me?" (muz. Edlund, Sorychta, sł. Edlund) – 5:07
9. "Planets" (muz. Edlund, Sahlgren, sł. Edlund) – 3:11
10. "A Pocket Size Sun" (muz. Edlund, sł. Edlund) – 8:03

## Twórcy
Opracowano na podstawie materiału źródłowego.
| - Johan Edlund – wokal prowadzący, gitara rytmiczna, gitara prowadząca, zdjęcia - Johnny Hagel – gitara basowa - Lars Sköld – perkusja - Magnus Sahlgren – sesyjnie gitara prowadząca - Birgit Zacher – wokal wspierający | - Waldemar Sorychta – instrumenty klawiszowe, inżynieria dźwięku, produkcja - Siggi Bemm – inżynieria dźwięku - Kristian Whalin – okładka - Carsten Drescher – oprawa graficzna |

## Wydania
| Rok  | Nr katalogowy | Format                | Wytwórnia             | Region            | Źródło |
| ---- | ------------- | --------------------- | --------------------- | ----------------- | ------ |
| 1994 | 77080-2       | CD, Album             | Century Media Records | Europa            | [ 6 ]  |
| 1994 | 7780-2        | CD, Album             | Century Media Records | Stany Zjednoczone | [ 6 ]  |
| 1994 | 77080-2       | CD, Album, Promo, Car | Century Media Records | Niemcy            | [ 6 ]  |
| 1994 | MASS 0140     | Cass, Album           | Metal Mind Records    | Polska            | [ 6 ]  |
| 1994 | 77080-4       | Cass, Album           | Century Media Records | Niemcy            | [ 6 ]  |
| 1994 | 77080-1       | LP, Album             | Century Media Records | Niemcy            | [ 6 ]  |
| 1994 | 77080-LP      | LP, Pic, Album, Ltd   | Century Media Records | Niemcy            | [ 6 ]  |
| 2003 | FO221CD       | CD, Album             | Фоно                  | Rosja             | [ 6 ]  |
| 2006 | 77080-2       | CD, Album, RE         | Century Media Records | Wielka Brytania   | [ 6 ]  |
| 2007 | 77680-8       | 2xCD, RM, RE, Dig     | Century Media Records | Niemcy            | [ 6 ]  |
| 2011 | 9976802       | CD, Album, RE         | Century Media Records | Europa            | [ 6 ]  |